# Franz Keller (Amtmann)
Franz Keller (*  1773; † 11. November 1838 in Philippsburg; katholisch) war seit 1802 im badischen Staatsdienst.

## Leben
Franz Keller war verheiratet mit Katharina geborene Kühn. Aus dieser Ehe entstammt der Sohn Franz (* 2. Juli 1807 in Gerlachsheim; † 18. Juni 1870). Vom Eintritt in den Staatsdienst am 2. Dezember 1802 bis zum 24. Juli 1813 war er Justizkanzleiassessor beim Bezirksamt Gerlachsheim und danach ab dem  24. Juli 1814 Amtmann beim Landamt Wertheim. Am 23. Januar 1819 wurde er Amtmann beim Bezirksamt Philippsburg, wo er am 12. März 1827 zum Oberamtmann befördert wurde.